# Action 52
Action 52 – kartridż zawierający 52 gry komputerowe, wydany w 1991 roku na konsolę Nintendo Entertainment System oraz w 1993 roku na Sega Genesis. Składanka spotkała się z krytyką graczy głównie z powodu niskiej jakości gier. W 2010 roku Action 52 została uznana przez redakcję portalu UGO za najgorszą kompilację gier wszech czasów.

## Historia
Pomysłodawcą stworzenia Action 52 był Vince Perri, który zaprezentował grę na International Winter Consumer Electronics Show. Pomysł na wykonanie Action 52 narodził się przypadkiem: twórca gry zobaczył, jak jego syn gra w nielegalny produkt wykonany na Tajwanie, który miał 40 gier na jednym kartridżu. Vince Perri stwierdził, że też jest w stanie stworzyć taki produkt.
Kilka utworów z wersji NES były plagiatem z Activision Music Studio na Atari ST. Wśród gier zawierających plagiat znajdowały się Fuzz Power, Silver Sword, French Baker, Streemerz, Time Warp Tickers i Ninja Assault. Te utwory zostały skomponowane przez Eda Bogas. Dodatkowo, programista Kevin Horton przeanalizował kod muzyczny Action 52 i stwierdził, że pasuje on do kodu stosowanego przez Sculptured Software.
Na oryginalnej kolekcji NES Perri zyskał 20 milionów dolarów od prywatnych fundatorów w Europie, Ameryce Południowej i Arabii Saudyjskiej. On i Raul Gomila zatrudnili kilku studentów (Maria Gonzaleza, Javiera Pereza i Alberta Hernandeza) aby ci stworzyli projekt gry. Action 52 pierwotnie miało składać się z 60 gier, o czym świadczą pozostałości po ośmiu nieużywanych grach w pamięci ROM.
Wersja na Sega Genesis, wydana dwa lata później, została opracowana przez Farsight Studios. Firma ta wydała wcześniej grę Color a Dinosaur na NES. Farsight Studios planowało też stworzyć wersję na Super NES, ale niedługo potem firma wycofała się z prowadzenia działalności w przemyśle gier wideo.